# Geschichte von unten

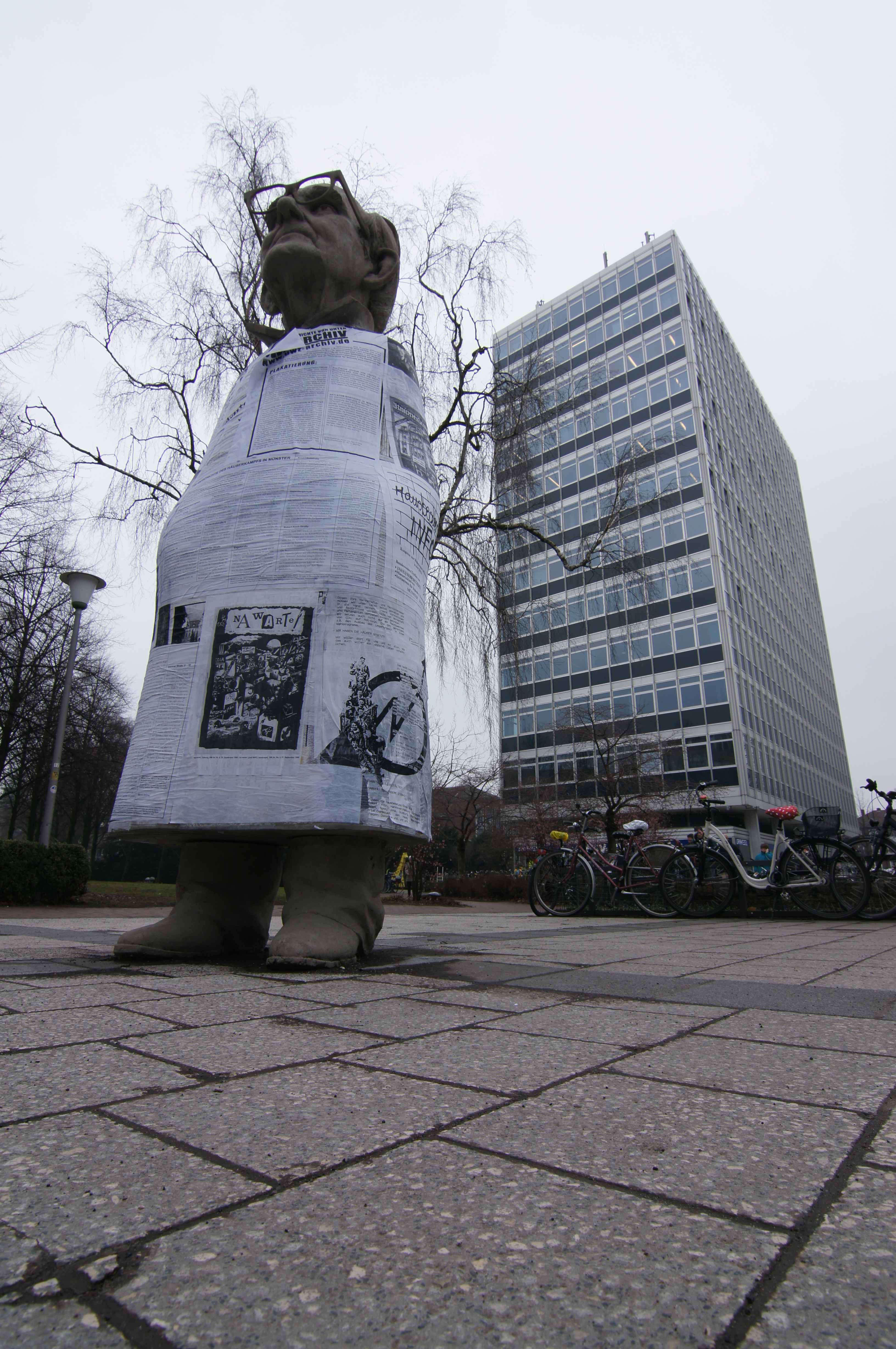
Silke Wagners Skulptur-Projekt „Münsters Geschichte von unten“ stellt Dokumentationen des Umweltzentrum-Archivs aus.

Geschichte von unten ist ein Ansatz, mit dem die Alltagsgeschichte von diskriminierten Gruppen – meistens in einem regionalen Kontext – erforscht und dargestellt werden soll. Häufig geschieht dies mit Hilfe von Archiven von unten und Geschichtswerkstätten. Als Trägerin dieser Geschichte von unten wird die Neue Geschichtsbewegung benannt.

## Geschichtliche Entwicklung der Geschichte von unten
In den USA entwickelte sich die History from below inspiriert durch die Annales-Schule der französischen Geschichtswissenschaft in den 1960er Jahren. Sie befasste sich als Grassroots-History oder auch Social History sehr stark mit der amerikanischen Bürgerrechtsbewegung in den Vereinigten Staaten der 1950er und 1960er Jahre. Die Schrift The Making of the English Working Class (1963) des britischen Historikers E. P. Thompson ebenso wie seine sozialhistorischen Schriften gelten als Meilensteine in der Geschichte von unten. Auf ähnliche Weise hat der indische Historiker Ranajit Guha in den 1980ern die Subaltern Studies Group gegründet.
Nach Bernd Hüttner entwickelte sich in Deutschland die Praxis einer Geschichte von unten in drei Schritten:
- Seit den 1960er Jahren wurde die als hegemonial empfundene Politik- und Geistesgeschichte (»Staatsmänner machen Geschichte«) durch die Historische Sozialwissenschaft kritisiert, welche sich für die Betonung gesellschaftlicher Prozesse und Strukturen einsetzte. Sie untersuchte Klassen und Schichten, technische Innovation und Ökonomie.
- Die den Neuen Sozialen Bewegungen der späten 1970er Jahre nahestehende Alltagsgeschichte kritisierte an der Historischen Sozialwissenschaft, dass das Individuum, sein Alltag und individuelle Deutungen dort nicht vorkämen.
- In den 1980er Jahren kommt es zur Gründung der Geschichtswerkstätten, in denen sich feministische, gewerkschaftliche und andere ehrenamtliche und akademische Historiker  zusammenschließen.

## Prozess der Geschichtsaneignung
Nach Gerhard Paul und Bernhard Schoßig findet die Geschichtsaneignung, welche der Geschichte von unten zu Grunde liegt, in einem demokratischen Prozess statt, welchen sie als offen, aktiv und öffentlich kennzeichnen:
- Offen: die Forschungsergebnisse sind insofern offen, als sie keiner Legitimation dienen müssen, sondern für Diskussionen und Interpretationen der Betroffenen und Beteiligten offenstehen.
- Aktiv: die (Laien-)Forscher einer Geschichte von unten sind selbst Subjekte der Auseinandersetzung mit Geschichte.
- Öffentlich: die Geschichte von unten ist substantiell auf Öffentlichkeit angewiesen.

- 
- der Forschungsprozeß der (Laien-)Historiker ist als kollektiver Lernprozeß konzipiert;
- das Forschungsinstrumentarium wird nicht ungeprüft aus wissenschaftlicher Tradition und Konformität übernommen, sondern dem Forschungsgegenstand gemäß angewendet;
- Umwege werden bewußt in Kauf genommen da kein unmittelbarer wissenschaftlicher Verwertungszusammenhang besteht;
- kooperatives Arbeiten wird der Konkurrenz entgegengesetzt;
- vor allem aber bleiben die ermittelten Informationen und erarbeiteten Zusammenhänge kein Geheimwissen, das in Studierstuben und Bibliothek verstaubt, sondern werden öffentlich gemacht und 'teilnehmeradäquat' der dörflichen oder städtischen oder verbandseigenen Öffentlichkeit weitervermittelt.“ (Gerhard Paul, Bernhard Schoßig)

### Bekannte historische Untersuchungen
- Edward P. Thompson: The Making of the English Working Class. 1963.
- Howard Zinn: A People’s History of the United States. 1980; revised 1995, ISBN 0-06-052837-0.